# Ellensburg

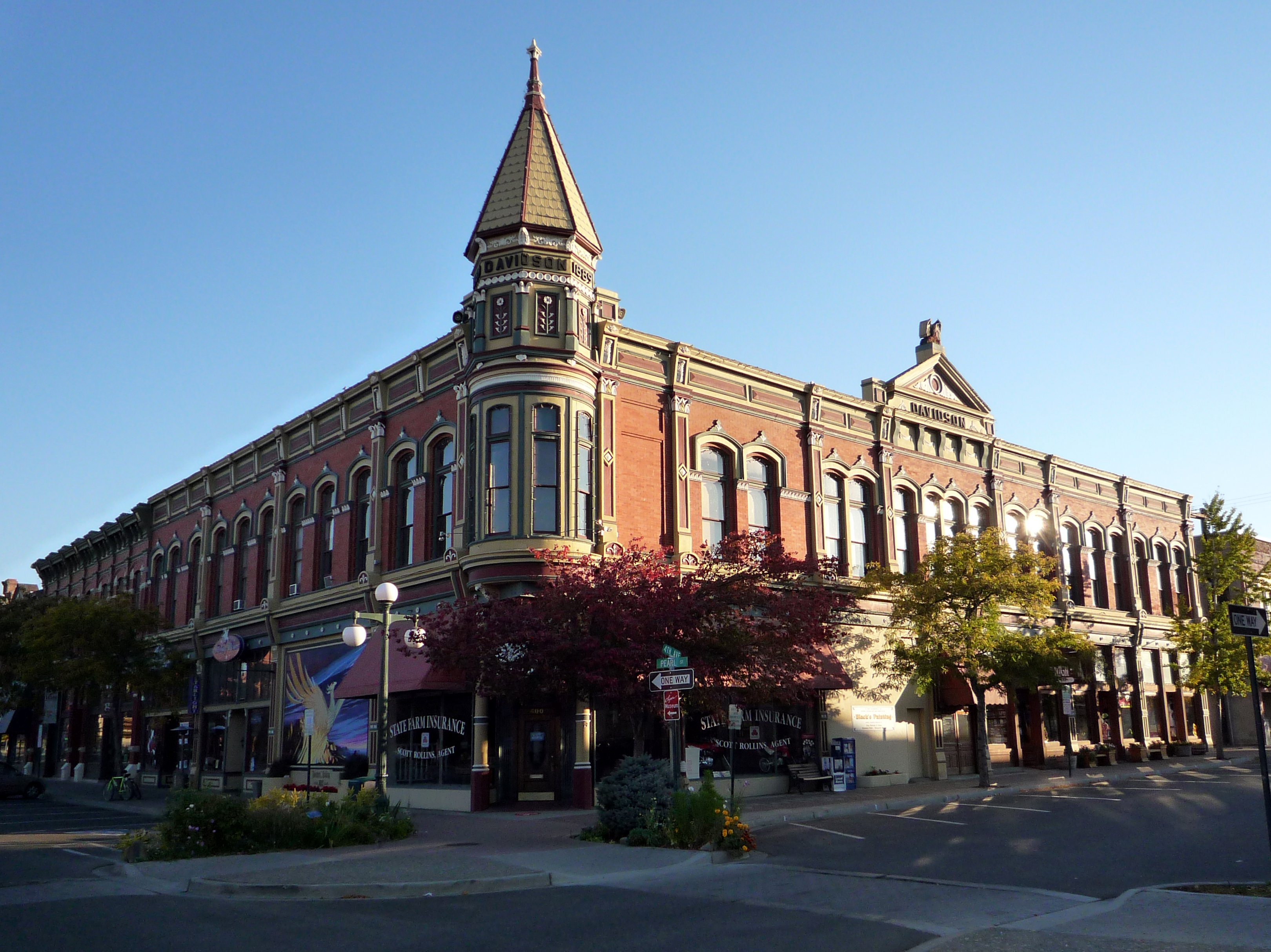
Davidson Building

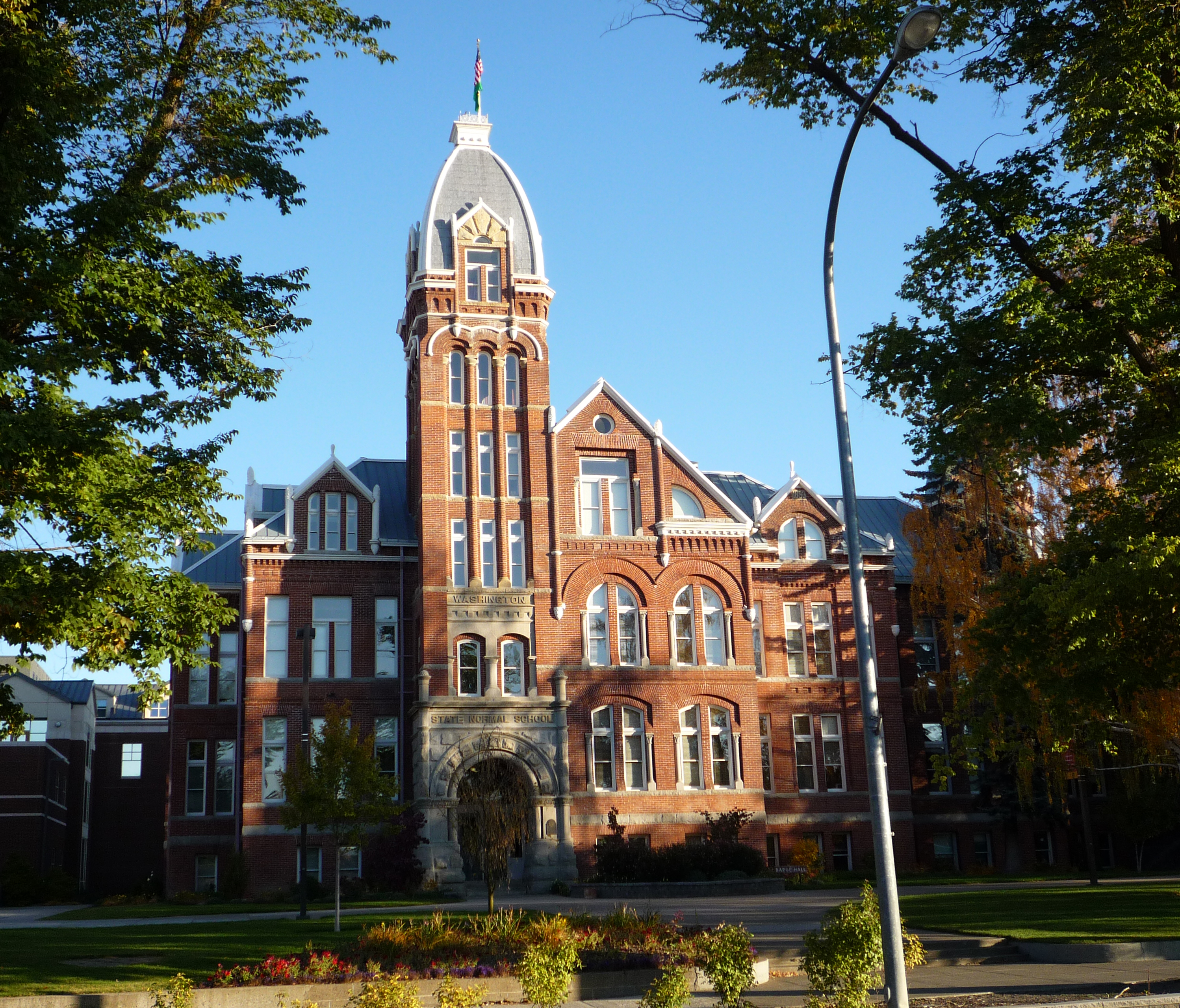
Barge Hall, Central Washington University

Ellensburg is een plaats (city) in de Amerikaanse staat Washington, en valt bestuurlijk gezien onder Kittitas County.

## Demografie
Bij de volkstelling in 2000 werd het aantal inwoners vastgesteld op 15.414.
In 2010 is het aantal inwoners door het United States Census Bureau toegenomen tot op 18.174.

## Geografie
Volgens het United States Census Bureau beslaat de plaats een oppervlakte van
17,2 km², waarvan 17,1 km² land en 0,1 km² water.

## Plaatsen in de nabije omgeving
De onderstaande figuur toont nabijgelegen plaatsen in een straal van 36 km rond Ellensburg.

## Geboren in Ellensburg
- Brian Thompson (1959), acteur
- Mark Lanegan (1964-2022), singer-songwriter en muzikant (Screaming Trees, Queens of the Stone Age)